# Oleg Malcev
Oleg Vitaljevič Malcev (* 19. listopadu 1967 Omsk, Sovětský svaz) je bývalý sovětský a ruský zápasník–judista.

## Sportovní kariéra
S judem/sambem začínal ve 12 letech v Lesosibirsku pod vedením Valerije Kuzněcova. Vrcholově se připravoval v Krasnojarsku pod vedením Pjotra Trutněva. V sovětské a později ruské reprezentaci se pohyboval od roku 1988 ve střední váze. Na pozici reprezentační jedničky se prosadil teprve v roce 1992, kdy uspěl v nominaci Společenství nezávislých států pro start na olympijských hrách v Barceloně. Premiéru na vrcholné sportovní akci nezvládl a vypadl v úvodním kole. Na podzim 1995 se třetím místem na mistrovství světa kvalifikoval na olympijské hry v Atlantě, kde ve druhém kole nestačil na Uzbeka Armena Bagdasarova a obsadil sedmé místo. Sportovní kariéru ukončil v roce 2000.
Oleg Malcev byl primárně levoruký judista, své velké technické nedostatky doháněl bojovnosti, kvalitní fyzickou přípravou a schopností útočit ze všech možných pozic jak zprava tak zleva. Jeho osobní technikou byla kata-guruma a různé formy strhů a kontrachvatů.

### Vítězství
- 1996 – 1× světový pohár (Praha)
- 1997 – 1× světový pohár (Varšava)

## Výsledky
| Turnaj             | 1992         | 1993         | 1994         | 1995         | 1996         |
| Turnaj             | 25           | 26           | 27           | 28           | 29           |
| Turnaj             | střední váha | střední váha | střední váha | střední váha | střední váha |
| ------------------ | ------------ | ------------ | ------------ | ------------ | ------------ |
| Olympijské hry     | úč.          |              |              |              | 7.           |
| Mistrovství světa  |              | úč.          |              | 3.           |              |
| Mistrovství Evropy | —            | 3.           | 1.           | 3.           | 2.           |